# Casa Nadal i Farré
Casa Nadal i Farré és un monument del municipi de Caldes d'Estrac (Maresme) protegit com a bé cultural d'interès local. Aquesta casa, igual que moltes altres, eren les grans mansions d'estiueig de la burgesia barcelonina establerta a Caldes des de la Primera Guerra Mundial, dins els estils modernista i noucentista.

## Descripció
Torre aïllada d'influència àrab, amb un jardí gran que l'envolta. És de planta baixa i dos pisos. Presenta les obertures decorades amb rajoles, que representen l'element decoratiu més destacat de la façana. La coberta és, als dos cossos quadrats, a quatre vents, i a la resta és un terrat amb baranes de pedra.

## Història
El 1884 la família Nadal decidí reformar la seva residència amb els encara visibles elements neomorescs. La reforma es va portar a terme segons un projecte de l'arquitecte Jeroni Martorell, i es va acabar el 1891. Juntament amb les cases del Marquès de Comillas (avui desapareguda), de Can Cabanyes i de Can Cassasses, forma part de les primeres cases d'estiueig de Caldes.
Joaquim Maria de Nadal era secretari del polític Francesc Cambó i cronista oficial de Barcelona. Va escriure el llibre Un Tros de Barcelona, en el que descrivia la vida estiuenca de Caldes d'Estrac de principis del segle xx. Durant la guerra civil espanyola (1936-1939) la casa va ser la seu del Comitè de la República.